# DP-211SW
DP-211SW（ディーピーニーイチイチ エスダブリュー）は、パイオニアが開発した、デジタルホン（東京・関西・東海）による第二世代携帯電話端末製品。

## 概要
DP-211のマイナーチェンジモデルで、新たにスカイウォーカーに対応している。ちなみに、本機種がスカイウォーカー対応端末初号機となる。
この機器には、スカイウォーカー用に、絵文字が90文字搭載されていた。但し絵文字を搭載していたのはこの機種のみであったため、表示できるのは同じ機種のみだった。
本体にはデジタルホングループのマークの他にJ-PHONEのロゴが併記されている。

## 歴史
- 1997年11月1日 - 東京デジタルホンより発売。